# Semiothisa pellucidaria
Semiothisa pellucidaria là một loài bướm đêm trong họ Geometridae.